# عامل فانو
عامل فانو (به انگلیسی: Fano Factor، مخفف:FF) معیاری در نظریه احتمال و آمار است جهت بیان پراکندگی آماری، که از تقسیم واریانس بر میانگین به‌دست می‌آید:
{\displaystyle FF={\frac {\sigma ^{2}}{\mu }}}
به عبارت دیگر عامل فانو، میزان پراکندگی به‌ازای یک واحد از میانگین را بیان می‌کند. این مقدار زمانی تعریف شده‌است که میانگین صفر نباشد.
این معیار به افتخار اوگو فانو نامگذاری شده‌ است.